# I seduttori della domenica
I seduttori della domenica (Les séducteurs) è un film del 1980 suddiviso in 4 episodi diretti da: Bryan Forbes ("Londra", non accreditato), Édouard Molinaro ("Parigi"), Gene Wilder ("Los Angeles", non accreditato) e Dino Risi ("Roma").

## Trama
Il film è diviso in 4 episodi, nei quali l'azione si svolge nei paesi d'origine dei registi.
- Padrone di casa (Inghilterra)

L'autista di un Lord inglese si fa passare per il suo datore di lavoro allo scopo di affascinare le hostess che invita al castello del suo padrone.
- Il metodo francese (Francia)

Un uomo d'affari americano viene ricevuto a Parigi,  per la firma di un contratto, da una importante società e cerca di sedurre la segretaria dell'amministratore delegato.
- Skippy (USA)

Il paziente di una clinica psichiatrica trova una giovane donna accondiscendente che lo aiuta a risolvere i suoi problemi sessuali.
- L'agenda di Armando (Italia)

Un vecchio seduttore ritrova una sua vecchia agenda telefonica e cerca di ricontattare le sue vecchie amanti.